# Confederación Sudamericana de Natación
La Confederación Sudamericana de Natación (CONSANAT) è la federazione continentale dell'America meridionale degli sport acquatici, che comprendono nuoto, nuoto sincronizzato, tuffi e pallanuoto, fondata il 16 marzo 1929 a Santiago del Cile.
Essa è affiliata alla FINA attraverso la UANA, la federazione di sport acquatici dell'intero continente americano.
La sede è a Rio de Janeiro.

## Federazioni affiliate
- Argentina
- Bolivia
- Brasile
- Cile
- Colombia
- Ecuador
- Guyana
- Paraguay
- Perù
- Suriname
- Uruguay
- Venezuela

Nota: Essendo la Guyana francese un dipartimento d'oltremare francese, essa non fa parte della CONSANAT, bensì è considerata un dipartimento della federazione francese, la Fédération Française de Natation (FFN).

## Competizioni
Fra le principali competizioni organizzate dalla CONSANAT ci sono:
- Campionati sudamericani di nuoto
- Campionati sudamericani masters di nuoto
- Campionati sudamericani masters di nuoto in acque aperte masters
- Campionati sudamericani giovanili di nuoto